# ابن مريم
ابن مريم هو مؤرخ وفقيه مالكي، اشتهر بزهده وتفوقه في المسائل الفقهية، ويعتبر من أبرز فقهاء تلمسان في عصره لمعارفه الفقهية واللغوية.

## اسمه
هو: أبو عبد الله محمد بن محمد بن أحمد المديوني التلمساني.

## مولده وتعليمه
ولد بتلمسان من عائلة تنتسب إلى أشراف قبيلة مليتة[ ؟ ]. أخذ عن أبيه مبادئ اللغة والفقه وتلقى تعليمه الأولي بمدارس تلمسان. امتهن التدريس خلفاً لوالده سنة 985هـ، فاهتم بتقييد الأخبار وقراءة الشروح اللغوية.

## تلاميذه
تتلمذ عليه الكثير ممن أصبحوا علماء في عصره، من أمثال عيسى البطيوي الذي ترجم لشيخه في كتابه «مطلب الفوز والفلاح»، ومحمد بن سليمان الذي ذكر في «كعبة الطائفين» أن ابن مريم ظل مواظباً على التدريس مهتماً بالتأليف حتى وفاته عام 1020هـ.

## مؤلفاته
ذكر ابن مريم عن نفسه في آخر «البستان» أن له أحد عشر تأليفاً أغلبها شروح وتقاييد في أمور الفقه والعقائد والذكر[ ؟ ] والكرامات والزهد والتراجم، أشهرها كتابه في التراجم الذي عنونه بـ «البستان في ذكر الأولياء والعلماء بتلمسان، أو البستان في ذكر مناقب أولياء تلمسان» الذي جمع فيه آثار أولياء تلمسان وفقهائها الأحياء منهم والأموات، وتضمن تراجم مفصلة لـ 182 عالماً وولياً صالحاً معظمهم ولدوا أو عاشوا أو تعرفوا على تلمسان؛ فمنهم من غادرها إلى ديار أخرى ومنهم من قضى بها نحبه. يعتبر هذا الكتاب من أهم كتب التراجم التي عرفت بالأولياء والعلماء والمدرسين والأدباء، ومصدر أساسي للتعرف على الحياة الثقافية والعلمية والدينية بتلمسان وأحوازها خلال الفترة الممتدة من القرن السادس إلى الحادي عشر للهجرة.